# Wijns
Wijns (officieel, Fries: Wyns, [vi:ⁿs]) is een dorp in het noordwesten van de gemeente Tietjerksteradeel, in de Nederlandse provincie Friesland.
Het ligt ten noorden van Leeuwarden, aan de oostelijke oever van de Dokkumer Ee. Het dorp telde in 2023 250 inwoners. Onder het dorp valt ook een deel van Bartlehiem en een deel van de buurtschap Tergracht. 

## Geschiedenis
In het jaar 949 wordt Wijns al genoemd, maar dan als Weninge. De meer recente geschiedenis is plaatselijk zichtbaar middels een stenen kunstwerk van David van Kampen met onder andere afbeeldingen van trekschuit, molen, boeren, boten, terpen etc.

## Bezienswaardigheden
De kerk van Wijns, oorspronkelijk gewijd aan Sint Vitus, wordt ook gebruikt voor tentoonstellingen. Ten noordoosten van het dorp staat de uit 1871 daterende Wijnsermolen.
In de regio is Wijns vooral bekend om het fiets- en voetveer ("de Wynser Oerset") en het daarbij gelegen eetcafé met terras aan het water. Langs beide oevers van de Dokkumer Ee bevinden zich recreatieve routes van het fietsroutenetwerk, met ter plekke de knooppunten nrs. 36 (west-oever, bij de veerpont) en 30/35 (dorp Wijns).

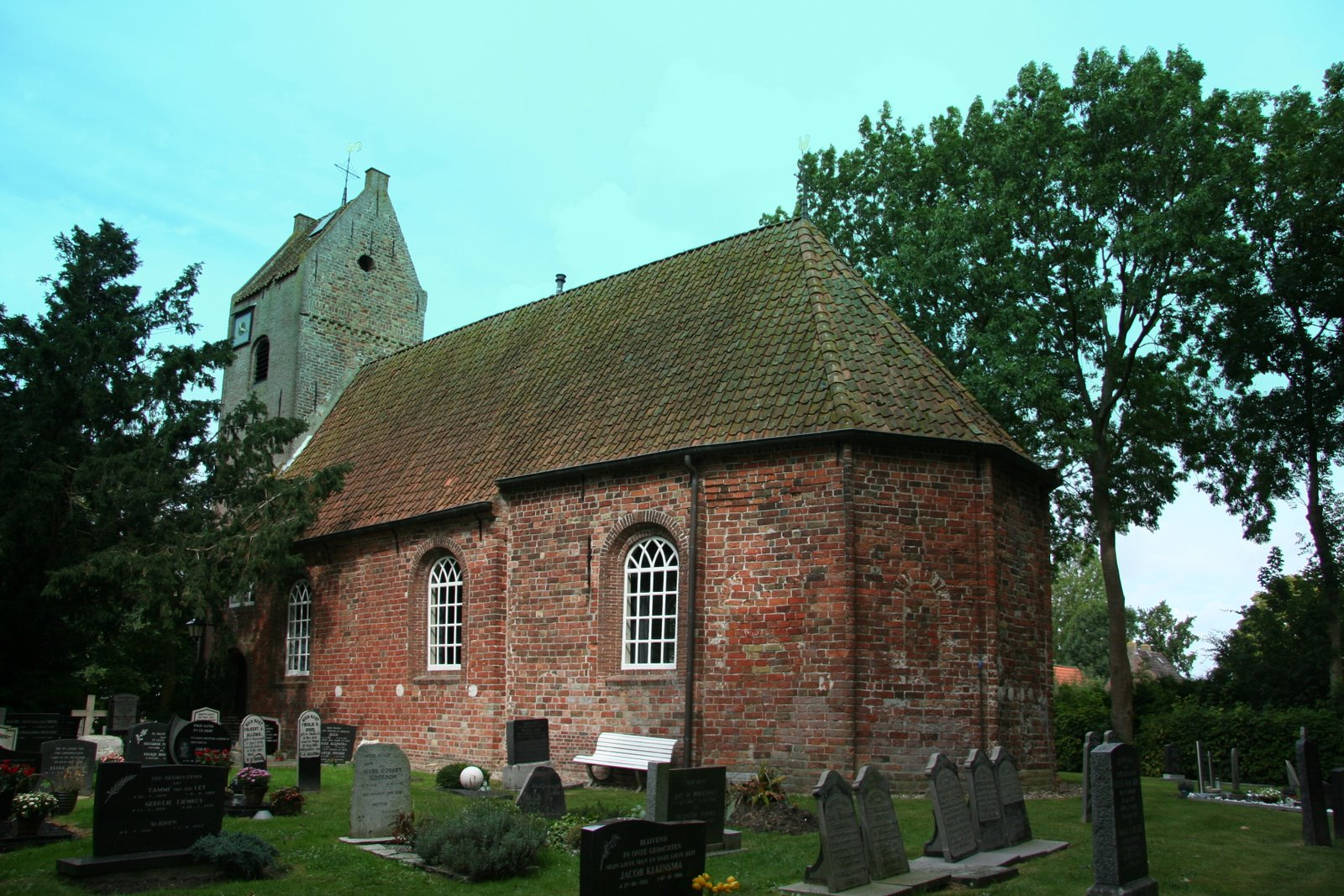
Sint-Vituskerk
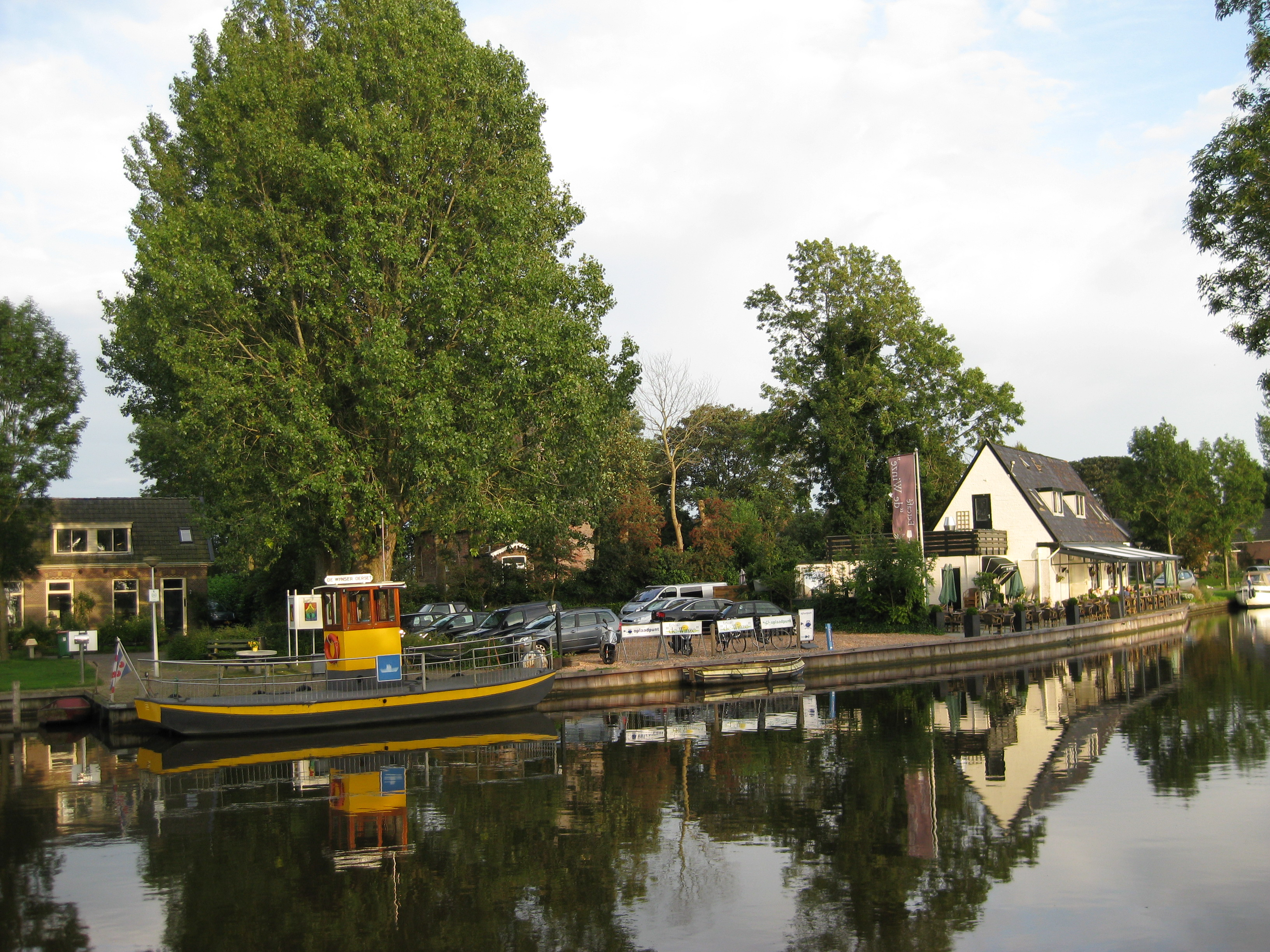
Aan de Dokkumer Ee
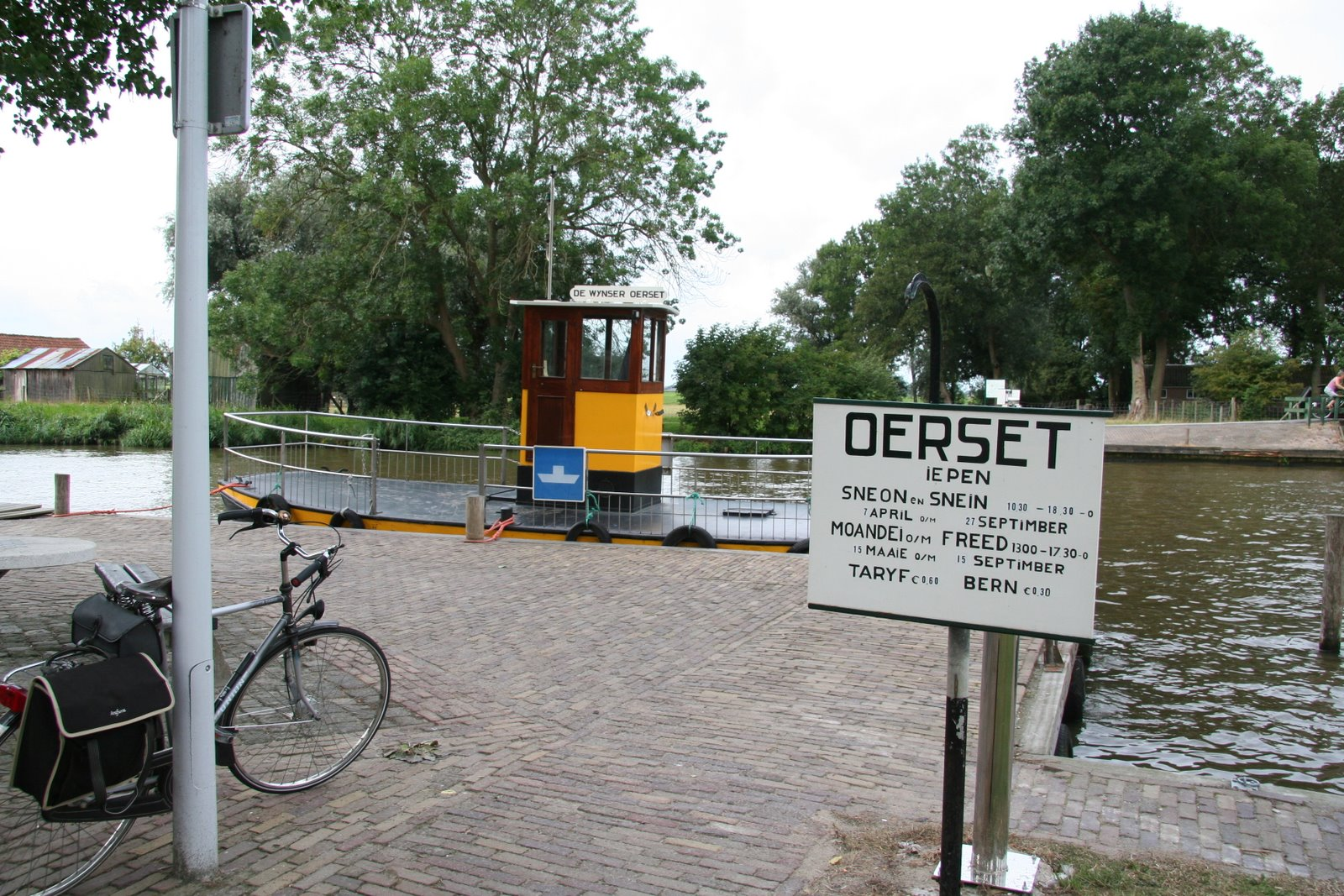
Fiets- en voetveer
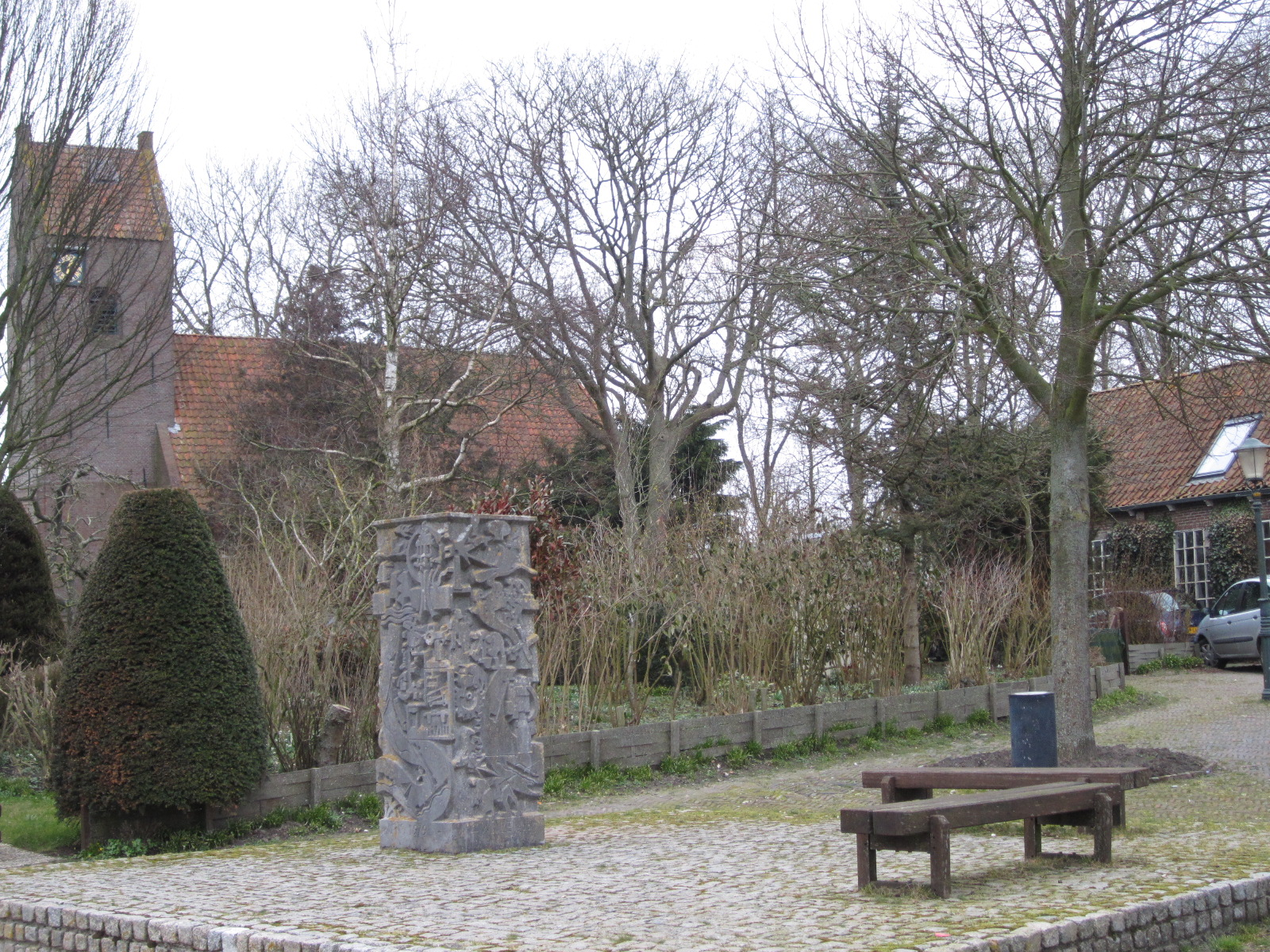
Kunstwerk